# Laveyron
 Laveyron  là một xã thuộc tỉnh Drôme trong vùng Auvergne-Rhône-Alpes đông nam nước Pháp. Xã Laveyron nằm ở khu vực có độ cao trung bình 188 mét trên mực nước biển.